# Connectix
Connectix est un éditeur de logiciels et un fabricant de périphériques pour ordinateurs. L'entreprise est célèbre pour avoir conçu des produits innovants et les avoir vendu à d'autres sociétés après qu'ils eurent rencontré le succès. Par exemple :
- les webcams QuickCam (en), vendues à Logitech ;
- un émulateur de PlayStation, Virtual Game Station, vendu à Sony (qui en cessa la diffusion aussitôt) ;
- l'émulateur VirtualPC qui permettait de faire tourner des applications pour processeur x86 sur Macintosh (une version pour Windows fut aussi éditée), vendu à Microsoft aux côtés de la solution d'émulation serveur Virtual Server.
- RAM Doubler, un utilitaire qui promet de "doubler" la mémoire vive d'un Mac (en la compressant), mais le logiciel a une efficacité variable[1],[2].